# ميتشيل غراهام
ميتشيل غراهام (بالإنجليزية: Mitchell Graham)‏ هو لاعب اتحاد الرغبي نيوزلندي، ولد في 30 يناير 1991 في مطماطة في نيوزيلندا.

## وصلات خارجية
- ميتشيل غراهام على موقع ItsRugby.co.uk (الإنجليزية)
- ميتشيل غراهام على موقع اتحاد ألعاب الكومنولث (مؤرشف) (الإنجليزية)